# Ngero Katua
Ngero Kaanjuka Uendjiundja Katua (ur. 25 lipca 2001 w Otjiwarongo) – namibijski piłkarz grający na pozycji środkowego pomocnika. Od 2022 jest zawodnikiem klubu UNAM FC.

## Kariera klubowa
Swoją karierę piłkarską Katua rozpoczął w klubie Kaizen FA. Zadebiutował w nim w sezonie 2020/2021. W 2022 przeszedł do UNAM FC.

## Kariera reprezentacyjna
W reprezentacji Namibii Katua zadebiutował 12 lipca 2022 w wygranym 2:0 meczu Pucharu COSAFA 2022 z Madagaskarem, rozegranym w Umlazi. W 2024 roku został powołany do kadry na Puchar Narodów Afryki 2023. Wystąpił w nim w czterech meczach: grupowych z Tunezją (1:0), z Południową Afryką (0:4) i z Mali (0:0) oraz w 1/8 finału z Angolą (0:3).